# Jan I Olbracht

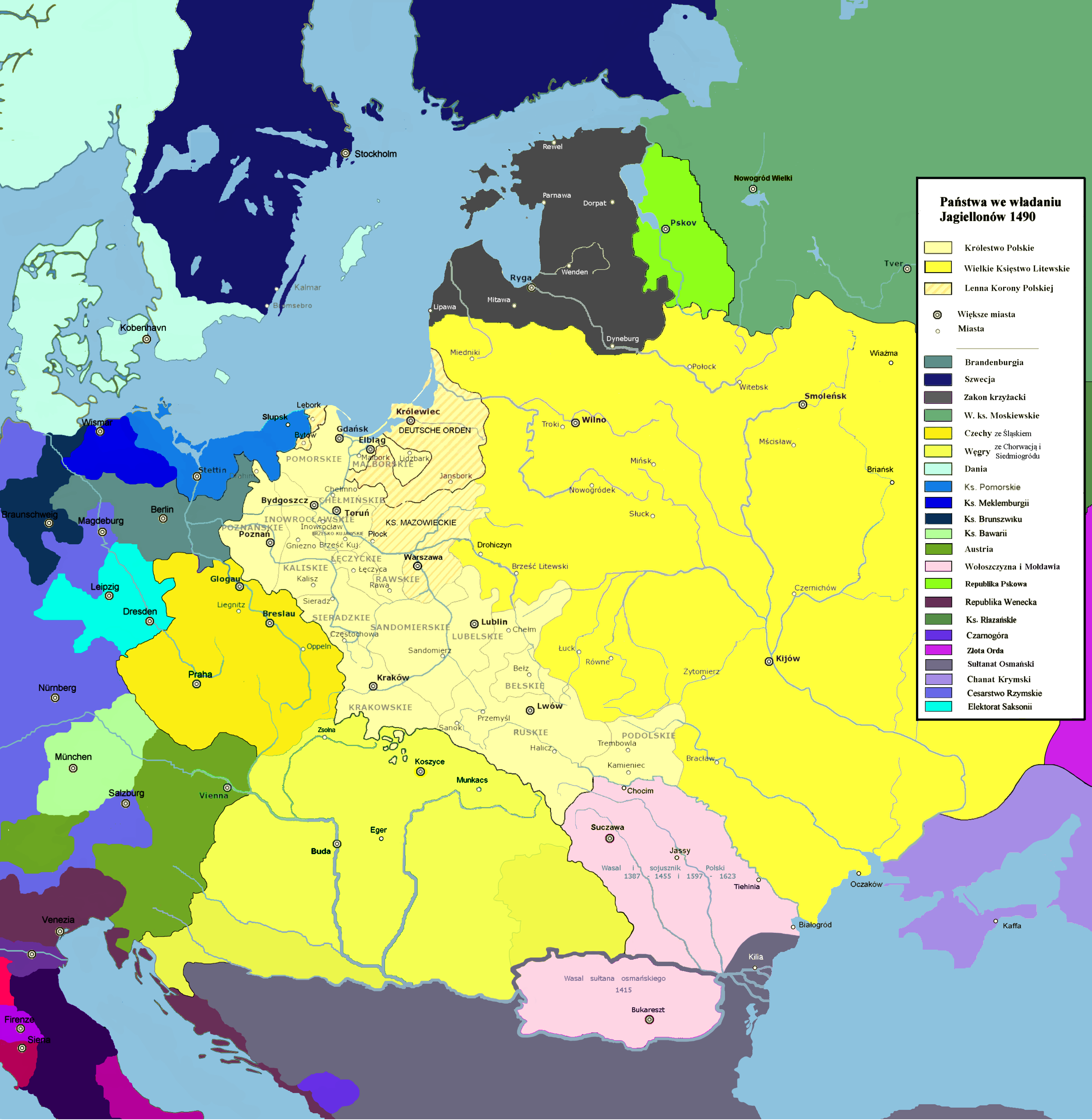
Państwa we władaniu dynastii Jagiellonów pod koniec XV wieku

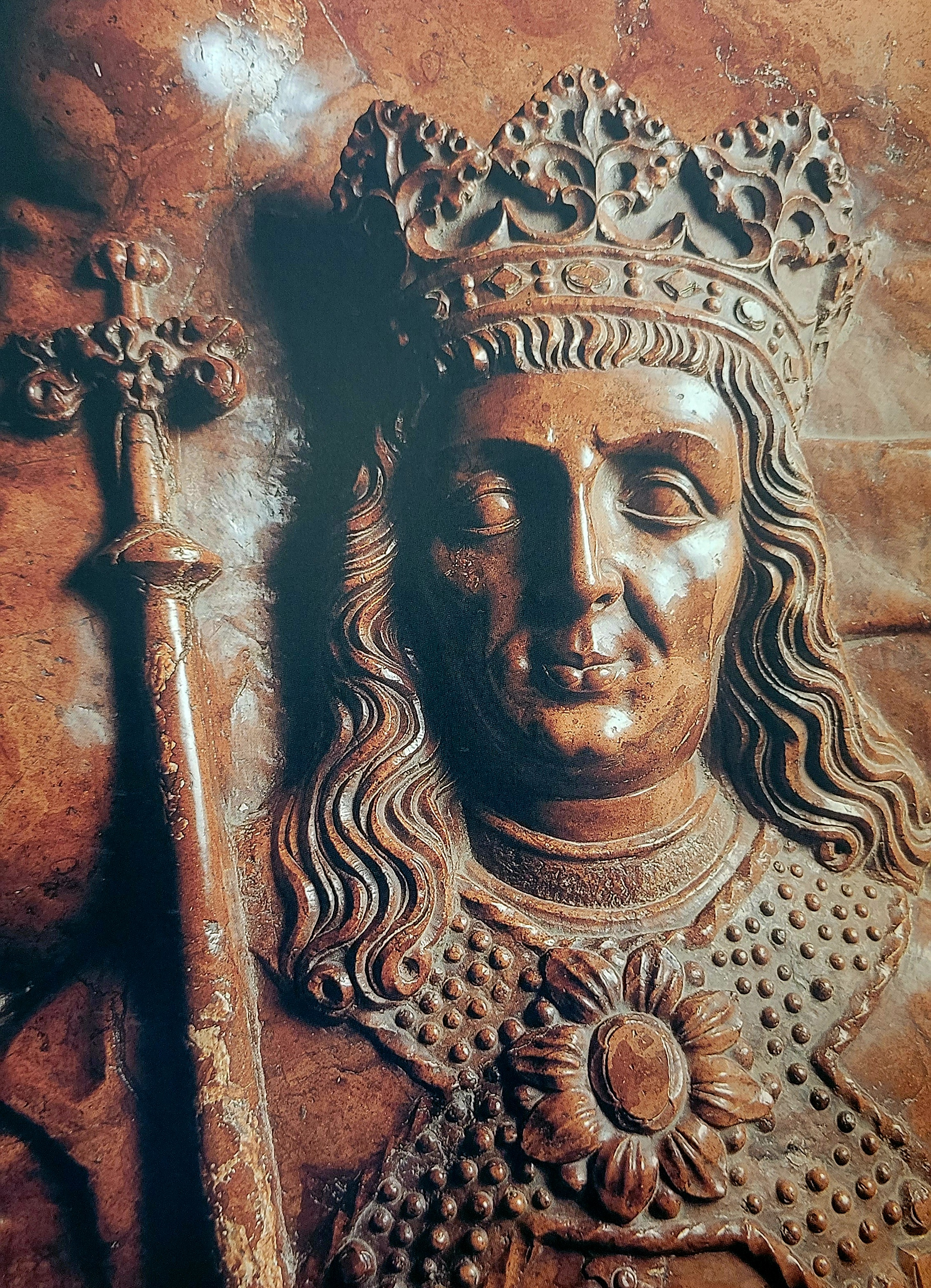
Jan Olbracht na nagrobku z lat 1502-1505

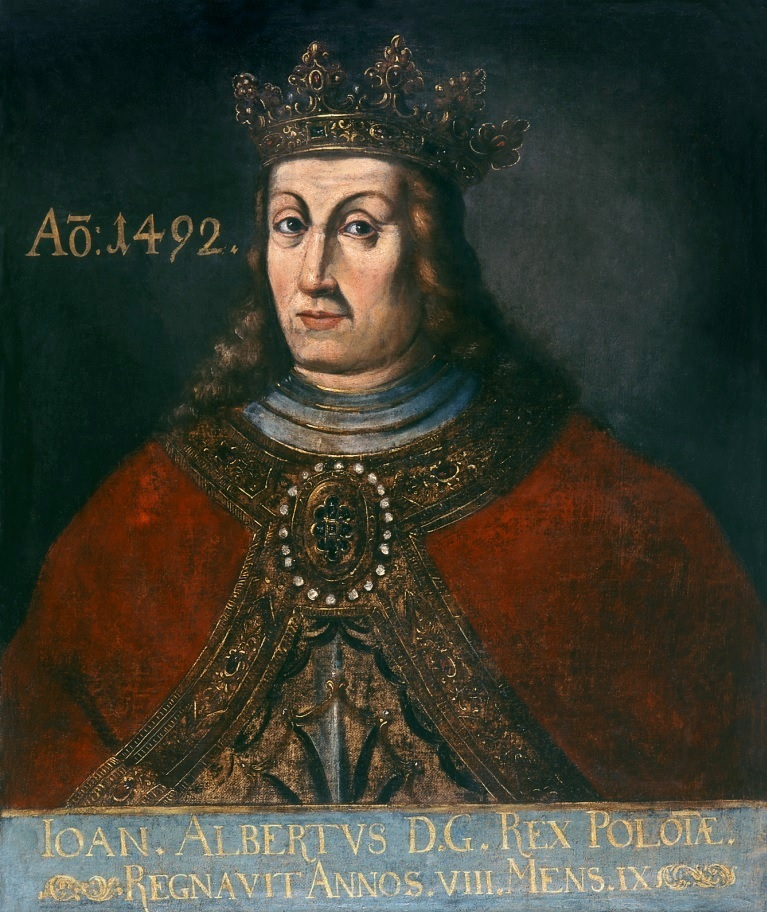
Portret Jana Olbrachta z około 1645 roku

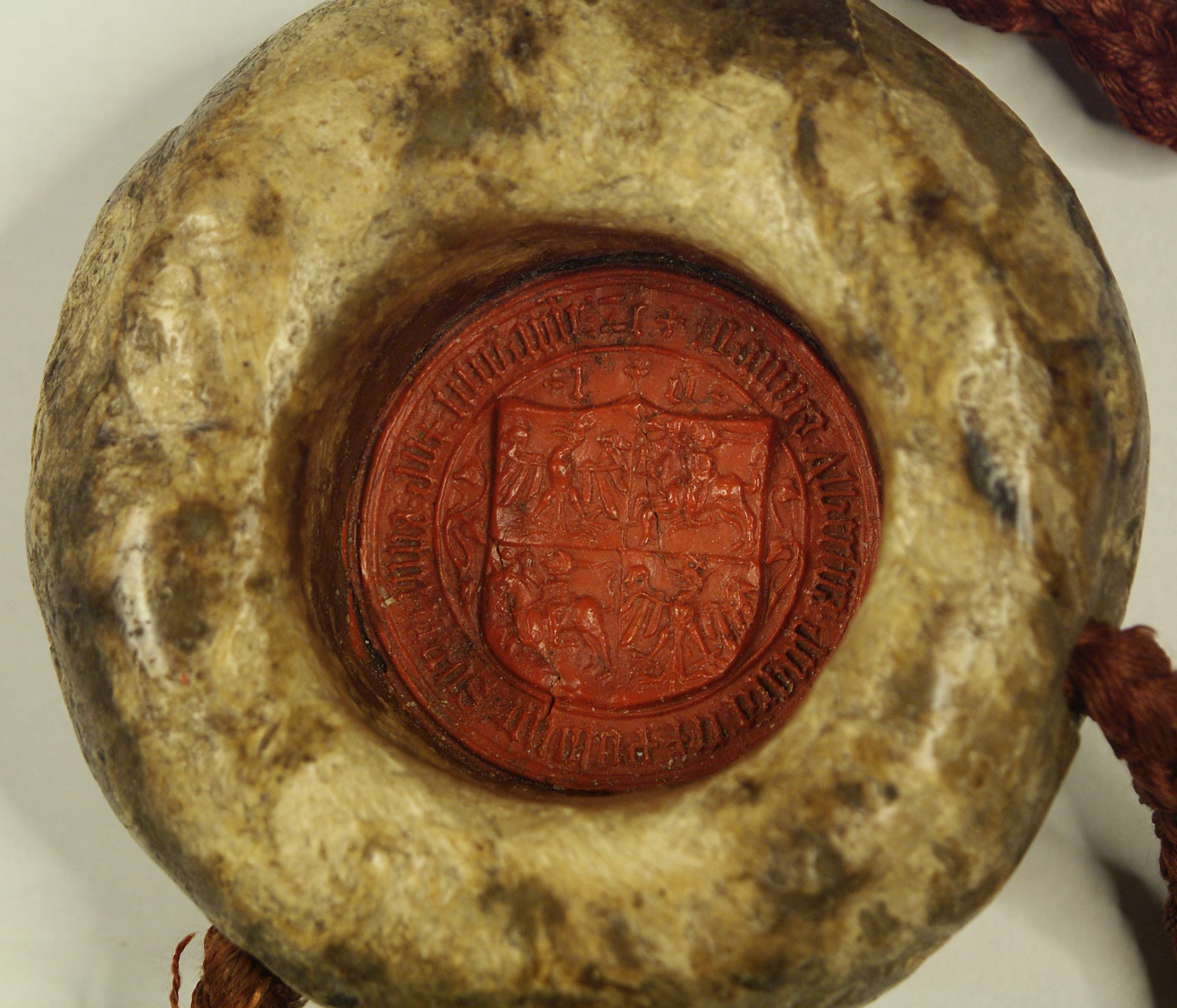
Pieczęć Jana Olbrachta z 1493 roku

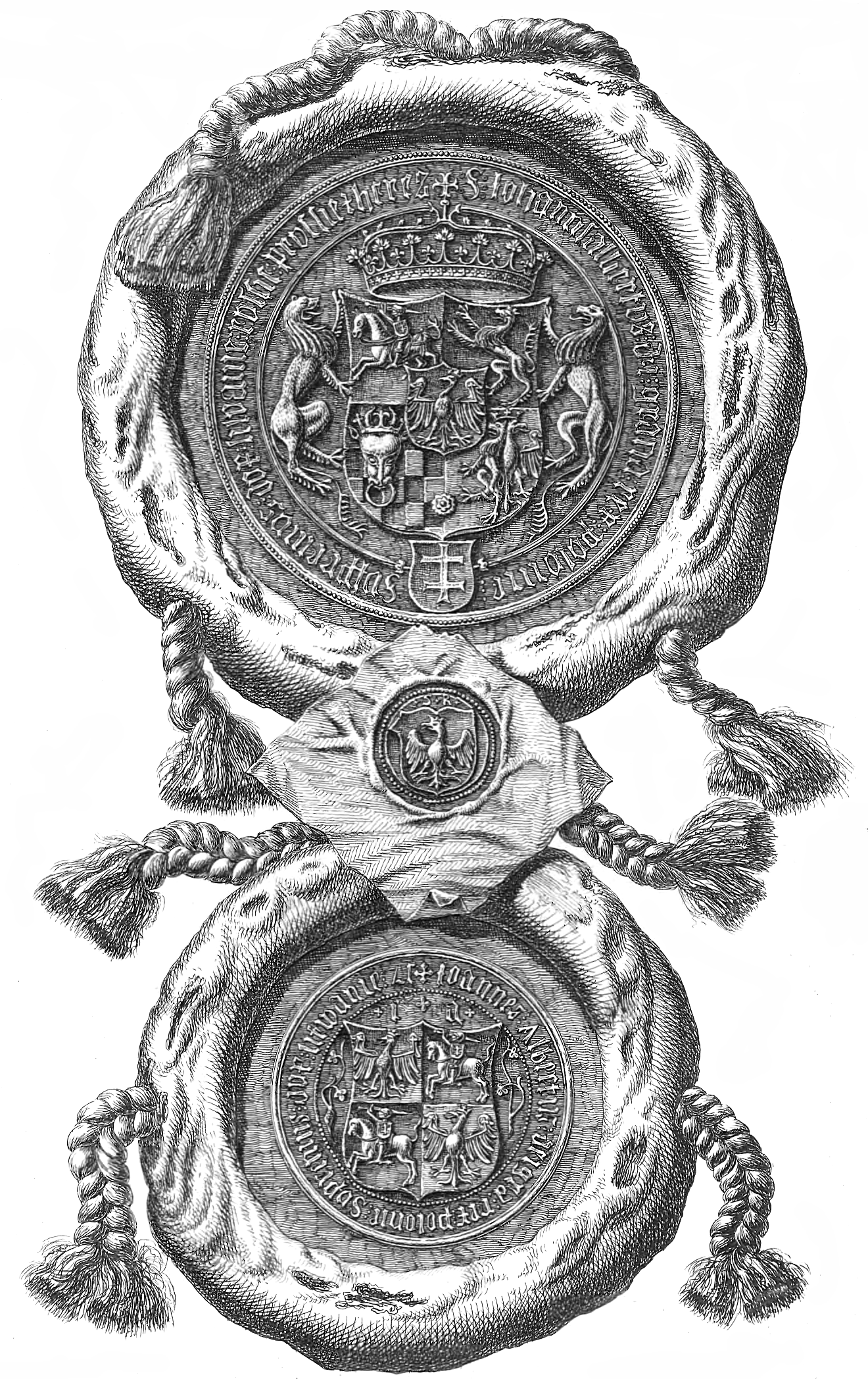
Pieczęcie Jana I Olbrachta

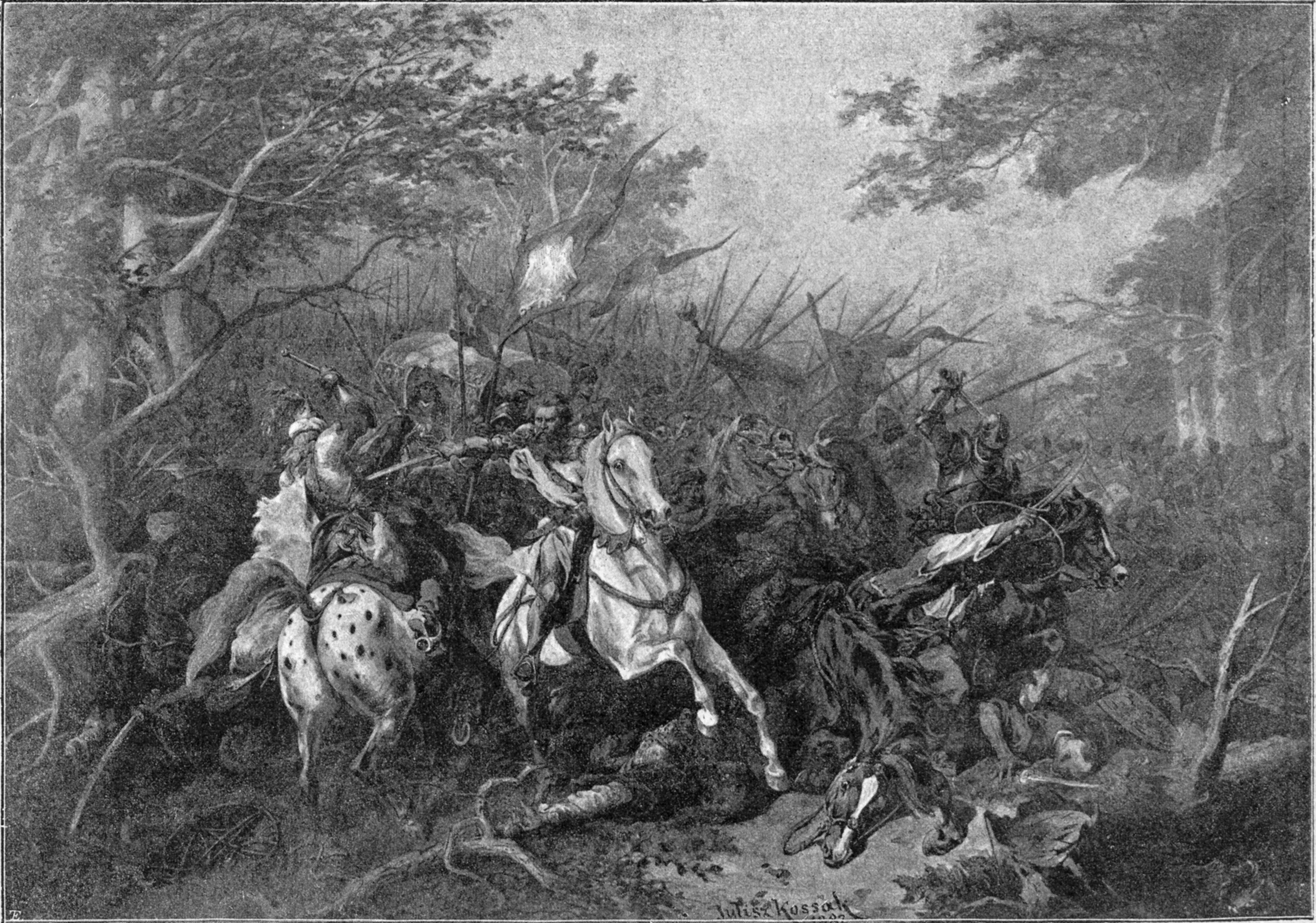
Jan Fredro ratuje króla Jana Olbrachta na Bukowinie, dzieło Juliusza Kossaka

Jan I Olbracht (Albrecht), (ur. 27 grudnia 1459 w Krakowie, zm. 17 czerwca 1501 w Toruniu) – król Polski w latach 1492–1501, książę głogowski 1491–1498.
Był trzecim synem, a czwartym z kolei dzieckiem Kazimierza Jagiellończyka i jego żony Elżbiety Rakuszanki z Habsburgów, której zawdzięczał prawdopodobnie drugie imię – Olbracht, chciała ona uczcić w ten sposób pamięć swego ojca, króla Niemiec, Czech i Węgier, Albrechta II Habsburga.

## Młodość i droga do tronu

### Dzieciństwo i początki kariery politycznej
Od 1467 roku zdobywał wiedzę pod okiem Jana Długosza. Na postępowanie młodego Jana Olbrachta wpłynął także przebywający w stolicy, włoski humanista, Filip Kallimach, który zaprzyjaźnił się z nim. Wielokrotnie udowadniał swój talent podczas nauki, opanował łacinę. Poznał dorobek przemijającego średniowiecza oraz wczesnego renesansu. Edukację zakończył około 1474 roku i rozpoczął aktywność w polityce u boku ojca, z którym uczestniczył w objazdach kraju i sejmach. W latach 1486–1490 pełnił funkcję namiestnika królewskiego na Rusi, gdzie odznaczył się, pokonując w 1487 roku Tatarów pod Kopystrzyniem. Rozpoczął on tworzenie tzw. obrony potocznej kresów południowo-wschodnich Wielkiego Księstwa Litewskiego przed Tatarami i Turkami.

### Walki o tron węgierski
Po śmierci Macieja Korwina, króla Węgier, o tron węgierski współzawodniczyli Jan Olbracht oraz jego brat Władysław, król Czech. Zarówno Kazimierz Jagiellończyk, jak i szlachta węgierska woleli na tronie zdolnego Olbrachta, niż uległego i chwiejnego Władysława, popieranego przez magnaterię. 7 czerwca 1490 roku został on obwołany przez szlachtę na sejmie elekcyjnym w Rokos królem Węgier. Mimo to magnateria zakwestionowała elekcję i obrała królem Władysława, co doprowadziło do wojny domowej pomiędzy braćmi. Działania wojenne prowadzono na terenie dzisiejszej Słowacji (zob. bitwa pod Koszycami). Na mocy pokoju w Koszycach z lutego 1491 roku Jan Olbracht miał zrezygnować ze starań o tron węgierski, w zamian za co miał otrzymać od brata księstwo głogowskie, Oleśnicę i Opawę na Śląsku. Mimo to królewicz pozostał na Węgrzech i na wieść o chorobie Władysława w połowie 1491 roku zerwał pokój i wznowił walki. Zlekceważył nawet sprzeciw ojca, który nakazał mu powrót do Polski. Ostatecznie został rozgromiony w bitwie pod Preszowem (styczeń 1492). Po zdobyciu miasta Jan Olbracht dostał się do niewoli Władysława. Brat przyjął go jednak gościnnie, a w końcu odesłał do Polski. Mimo wszystko Władysław pozostawił Olbrachtowi obiecany w Koszycach Głogów, który ten utrzymał do roku 1498, gdy przekazał księstwo bratu, Zygmuntowi.

## Panowanie (1492–1501)

### Wybór na króla Polski
Po przegranej wojnie z Władysławem o Węgry Jan Olbracht nie musiał długo czekać na nową szansę na objęcie władzy królewskiej, gdyż 7 czerwca 1492 roku zmarł Kazimierz IV Jagiellończyk. Na swojego następcę na Litwie wyznaczył jego brata, Aleksandra, a Polakom „zalecił” Jana Olbrachta. Ponieważ Polska, w przeciwieństwie do Litwy, nie była monarchią dziedziczną Jagiellonów, więc Kazimierz nie mógł wyznaczyć swojego następcy w Polsce. O koronę po ojcu starali się także bracia Jana, Władysław i Zygmunt, oraz książę mazowiecki Janusz II. Część szlachty była gotowa opowiedzieć się za wielkim księciem litewskim Aleksandrem, ale ten, wraz z najmłodszym bratem Fryderykiem oraz królową matką, popierał Jana Olbrachta. Władysław czesko-węgierski, główny kontrkandydat Olbrachta, nie rozpoczął aktywniejszych starań o koronę polską. Ostatecznie 27 sierpnia Jan Olbracht został wybrany królem Polski (na zakończenie sejmu w Piotrkowie). Głosowanie było imienne, a wynik niemal jednogłośny na jego korzyść. Po głosowaniu marszałek sejmu Rafał Jarosławski wyszedł z sali obrad i stanąwszy przed ogółem szlacheckich posłów na sejm ogłosił wynik, po czym trzy razy zadał im pytanie, czy taka jest ich wola. Kiedy zgromadzeni trzykrotnie odpowiedzieli „Jest, jest, jest!”, wybór Olbrachta na króla został usankcjonowany. 23 września odbyła się koronacja w Krakowie nowego monarchy, którą poprowadził arcybiskup gnieźnieński i prymas Polski Zbigniew Oleśnicki. Ponieważ władcą Litwy został Aleksander, do śmierci Olbrachta formalnie zerwana została unia polsko-litewska, lecz oba państwa pozostawały w sojuszu.

### Polityka wewnętrzna

#### Początki parlamentu polskiego
Za pierwszych Jagiellonów coraz większą rolę w zarządzaniu państwem odgrywała rada królewska, powoływana przez króla. Zaś od połowy XV wieku znaczną część władzy przejęły ogólnopolskie zjazdy szlachty i dzielnicowe sejmiki. Ostatecznie Rada Królewska za panowania Olbrachta przekształciła się w Senat, a ogólnopolski zjazd stanu szlacheckiego, złożony z przedstawicieli sejmików, w izbę poselską Sejmu. Poczynając od XV wieku Rzeczpospolita stała się szlachecką monarchią parlamentarną. Za pierwsze posiedzenie dwuizbowego parlamentu polskiego uznaje się sejm z roku 1468 w Piotrkowie. Szlachta, zwłaszcza bogatsza i magnaci, stała się odtąd stanem panującym, skupiając w swych rękach ziemię, przywileje i urzędy. Zgodnie z Sejmem radomskim z 1504 roku administrację państwową stanowili marszałek koronny i nadworny, podskarbi, kanclerz i podkanclerzy oraz starostowie, reprezentujący króla w danej jednostce terytorialnej państwa.

#### Przywileje szlacheckiei polityka wobec Kościoła
Zaraz po objęciu tronu Jan potwierdził wszystkie dotychczasowe przywileje szlachty, w zamian uzyskując wysokie podatki przeznaczone na obronę państwa. Poszerzając przywileje, jakie jego ojciec nadał szlachcie w statutach nieszawskich, Jan I Olbracht ogłosił w 1496 roku tzw. statut piotrkowski, który zwalniał szlachtę od cła, ograniczały wychodźstwo chłopów do jednego rocznie na wieś oraz zabraniały nabywania przez mieszczan majątków ziemskich i piastowania urzędów państwowych. Duchownym bez szlachectwa zakazano zasiadania w kapitułach i piastowania wysokich stanowisk kościelnych. Nieszlachcie ograniczono także prawo do zajmowania katedr akademickich. Działając na korzyść Prus Królewskich zaskarbił sobie ich przychylność.
Jan Olbracht ograniczył także rolę Kościoła w państwie, dotąd bardzo uprzywilejowaną. Zakazał m.in. sprzedaży oraz darowizn dóbr ziemskich na rzecz zakonów i duchowieństwa świeckiego.

#### Mazowszeiksięstwo zatorskie
W 1494 roku Janowi Olbrachtowi udało się wykupić położone między ziemią krakowską a oświęcimską księstwo zatorskie za 80 tysięcy złotych węgierskich. Po śmierci księcia zatorskiego Jana V miało być ono inkorporowane do Korony.
Oprócz tego, po śmierci ostatniego księcia Janusza II w 1495 do Polski włączono księstwo płockie.

### Polityka zagraniczna

#### Wojna z Turkami i jej następstwa
Sprawa turecka była za panowania Jana Olbrachta główną kwestią polityki zagranicznej. Król planował wielką wyprawę zbrojną do Mołdawii w celu odbicia od Turków ważnych czarnomorskich portów: Kilii i Białogrodu, przywrócenia polskiego zwierzchnictwa nad Mołdawią, pomszczenia klęski warneńskiej, a być może także osadzenie młodszego brata króla, Zygmunta, na tronie hospodarskim. W 1497 roku 40 tys. pospolitego ruszenia ruszyło na południowy wschód. Mimo że od 1387 roku Mołdawia była lennem Polski, jej hospodar, Stefan III Wielki, opowiedział się po stronie Turcji. Oblężenie Suczawy nie powiodło się i wyprawa zakończyła się wielkimi stratami polskich wojsk w bitwie pod Koźminem, w której Turcy, Tatarzy i Wołosi wybili ok. 5 tysięcy polskiego rycerstwa, zaskoczonego w czasie odwrotu w wąwozie. Klęskę na wieki utrwaliło mocno przesadzone powiedzenie: Za króla Olbrachta wyginęła szlachta.
Jeszcze gorsze od wojennej klęski były skutki polityczne nieudanej wyprawy mołdawskiej. W jej następstwie zawiązał się cały szereg przymierzy i koalicji państw ościennych przeciwko Królestwu Polskiemu i Wielkiemu Księstwu Litewskiemu. W walkach przeciwko wojskom koronnym Wołochów wsparła Turcja, a nawet Węgry, rządzone przez brata króla, Władysława II. Wiosną 1498 roku Tatarzy najechali południowo-wschodnie terytoria Litwy, a wielki książę moskiewski Iwan III Srogi próbował opanować Kijów i Smoleńsk, w 1500 rozgramiając armię polsko-litewską w bitwie nad Wiedroszą. Natomiast cesarz rzymski, Maksymilian I Habsburg, przejął część Śląska z Głogowem i zażądał zwrócenia zakonowi krzyżackiemu Prus Królewskich, w związku z czym wielki mistrz krzyżacki odmówił złożenia należnego hołdu królowi polskiemu. Wówczas, wiosną 1501 roku, Olbracht zarządził koncentrację wojsk koronnych w Toruniu, gdzie sam pojechał, ale złożony ciężką chorobą zakaźną (najprawdopodobniej syfilisem) zmarł wkrótce i wyprawa wojenna na Prusy Zakonne nie doszła do skutku. Sprawa odmowy hołdu lennego została rozwiązana przez następcę Olbrachta, Aleksandra Jagiellończyka.

## Życie prywatne
Olbracht odebrał bardzo dobre wychowanie. Za jego wykształcenie odpowiadała z początku rodzina Szydłowieckich, a następnie Jan Długosz oraz wybitny humanista, Włoch Filip Kallimach. Był krasomówcą, władał doskonale łaciną i już jako nastoletni młodzieniec wygłaszał wspaniałe łacińskie mowy. Był także sybarytą rozkochanym w luksusie. Prowadził wybujałe życie erotyczne, jednak nigdy się nie ożenił. Istnieje podejrzenie, że zmarł na francuską chorobę morbus gallicus, czyli kiłę. Ze względu na swój niestabilny charakter i wady osobowościowe, które odstręczały od niego ludzi, nie cieszył się uznaniem ani magnaterii, ani szlachty, które uważały go za człowieka nieprzewidywalnego i obawiały się jego rządów.

## Śmierć
Jan I Olbracht zmarł 17 czerwca 1501 w Toruniu, jego zwłoki złożono uroczyście w katedrze wawelskiej, a serce wmurowano w jedną z kolumn bazyliki św. Jana w Toruniu. Nie zostawił po sobie żadnego potomka. Po śmierci Jana Olbrachta tron po nim przejął jego młodszy brat, Aleksander (panował 1501–1506). W 2022 r. odkryto jego komorę grobową pod posadzką kaplicy jemu poświęconej.

## Charakterystyka króla według Macieja z Miechowa
Był wysokiego wzrostu, oczu piwnych, na twarzy z pewnym wyrzutem i wysiękiem. (...) W ruchach szybki, często u boku z mieczykiem przypasanym występował, namiętnościom i chuciom jako człowiek wojskowy folgował.

## Genealogia
| Władysław II Jagiełło ur. ok. 1351 zm. 1 VI 1434 | Władysław II Jagiełło ur. ok. 1351 zm. 1 VI 1434 |                                                         |                                                         | Zofia Holszańska ur. ok. 1405 zm. 21 IX 1461 | Zofia Holszańska ur. ok. 1405 zm. 21 IX 1461 |  |  | Albrecht II Habsburg ur. 16 VIII 1397 zm. 27 X 1439 | Albrecht II Habsburg ur. 16 VIII 1397 zm. 27 X 1439 |                                               |                                               | Elżbieta Luksemburska ur. 1409 zm. 1442 | Elżbieta Luksemburska ur. 1409 zm. 1442 |
|                                                  |                                                  |                                                         |                                                         |                                              |                                              |  |  |                                                     |                                                     |                                               |                                               |                                         |                                         |
|                                                  |                                                  |                                                         |                                                         |                                              |                                              |  |  |                                                     |                                                     |                                               |                                               |                                         |                                         |
|                                                  |                                                  | Kazimierz IV Jagiellończyk ur. 30 XI 1427 zm. 7 VI 1492 | Kazimierz IV Jagiellończyk ur. 30 XI 1427 zm. 7 VI 1492 |                                              |                                              |  |  |                                                     |                                                     | Elżbieta Rakuszanka ur. 1436 zm. 30 VIII 1505 | Elżbieta Rakuszanka ur. 1436 zm. 30 VIII 1505 |                                         |                                         |
|                                                  |                                                  |                                                         |                                                         |                                              |                                              |  |  |                                                     |                                                     |                                               |                                               |                                         |                                         |
|                                                  |                                                  |                                                         |                                                         |                                              |                                              |  |  |                                                     |                                                     |                                               |                                               |                                         |                                         |
|                                                  |                                                  |                                                         |                                                         |                                              |                                              |  |  |                                                     |                                                     |                                               |                                               |                                         |                                         |

|  |  |  |  | Jan I Olbracht ur. 27 XII 1459 zm. 17 VI 1501 |  |  |  |  |  |
|  |  |  |  |                                               |  |  |  |  |  |
|  |  |  |  |                                               |  |  |  |  |  |

## Jan Olbracht w kulturze

### Literatura piękna
- Za króla Olbrachta – powieść Teodora Tomasza Jeża
- Czasom Jana Olbrachta poświęcona jest powieść historyczna z serii Dzieje Polski pt. Jaszka Orfanem zwanego żywota i spraw pamiętnik napisana w 1884 roku przez Józefa Ignacego Kraszewskiego[5] .
- Olbrachtowi rycerze (1889) – powieść Zygmunta Kaczkowskiego
- Zaloty Króla Jegomości (1909) – powieść Kazimierza Glińskiego
- Legenda o Królu (1916) – poemat dramatyczny Ludwika Hieronima Morstina[6]